# تازة كند (عباس الغربي)
تازة کند (بالفارسية: تازه‌کند) هي منطقة سكنية تقع في إيران في قسم عباس الغربي الريفي. يقدر عدد سكانها بـ 189 نسمة .